# Gaetanina Calvi

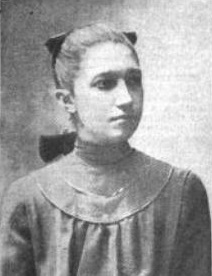
Gaetanina Calvi (1913)

Gaetanina Calvi (* 1887 in Mailand; † 1964 in Carate Brianza) war eine italienische Ingenieurin und Hochschullehrerin. Sie war die erste Italienerin, die 1913 ihren Abschluss in Bauingenieurwesen am Polytechnikum Mailand machte. In dieser Disziplin war sie nach Emma Strada die zweite Frau, die in Italien ihren Abschluss erhielt.

## Leben und Werk

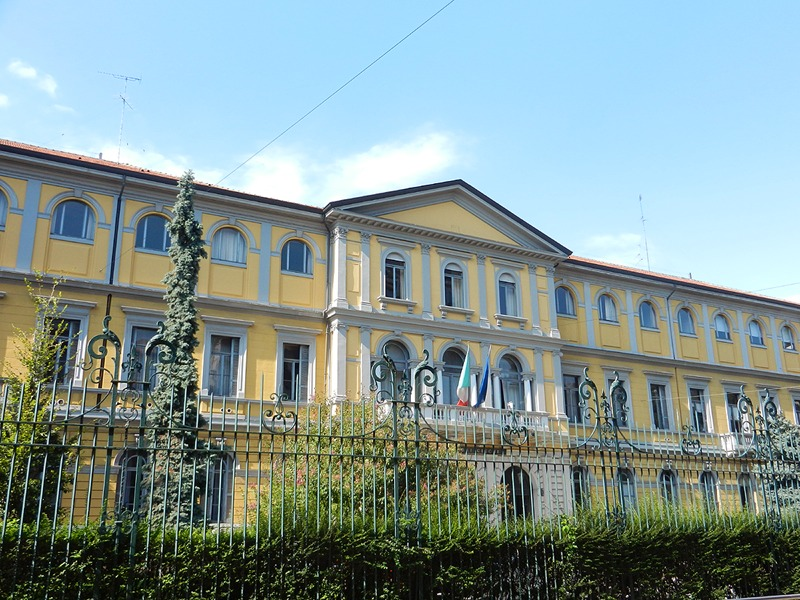
Palazzo dell’Istituto dei Ciechi, 2012

Calvi stammte aus einer alten lombardischen Familie, die ursprünglich aus dem Val Brembana in der Provinz Bergamo stammte. Ihr Großvater und ihr Vater Gaetano Calvi waren beide Ingenieure. Nachdem sie das klassische Abitur am Parini-Gymnasium in Mailand mit Auszeichnung erworben hatte, schrieb sie sich im Studienjahr 1908/1909 an der Fakultät für Bauingenieurwesen am Polytechnikum Mailand ein. Sie schloss 1913 ihr Studium fünf Jahre nach der ersten weiblichen Absolventin des Bauingenieurwesens am Polytechnikum ab.
Unmittelbar nach ihrer Laurea arbeitete sie bis zum Ausbruch des Ersten Weltkriegs als freie Mitarbeiterin im technischen Atelier der Ingenieure Gardella und Martini in Mailand. 1925 übernahm sie zusammen mit dem Architekten Faravelli die Planung des neuen Flügels des Blindeninstituts in Mailand, der als Wohnheim gedacht war. In den folgenden Jahren lehrte sie als Professorin für Mathematik und Naturwissenschaften am Istituto dei Ciechi in Mailand, das ihr erst ab 1928 ein Honorar zahlte. Nach dem Tod ihrer Mutter wurde sie 1933 mit einem großzügigen Vermächtnis eine Wohltäterin des Familienheims des Instituts. Kurz vor Ausbruch des Zweiten Weltkriegs beendete sie 1940 ihre Lehrtätigkeit. Ihr Wohnort Carate galt ihr als sicherer Ort und sie musste beruflich nicht mehr nach Mailand fahren.
Calvi arbeitete freiberuflich bis zu ihrem Tod in einem technischen Studio in Carate Brianza, wo sie 1964 starb.